# Mörsil
Mörsil är en tätort i Mörsils distrikt i Åre kommun och kyrkbyn i Mörsils socken.

## Historia

### Etymologi
Namnet (1351 Møresildræ, genitiv) är bildat till ett äldre mör (motsvarande fornvästnordiskt mǿrr) 'jämnt, fuktigt land' m.m. och siller 'lugnvatten', ett ord besläktat med sel. 

### Samhället
Mörsils sanatorium, Sveriges första privata sanatorium, invigdes 1891. Under 1880- och 1890-talen var Mörsil den största och mest kända kur- och turistorten i Jämtland, i och med att järnvägen Mittbanan tillkom, och Mörsil låg på så vis steget före Åre med bland annat ett järnvägshotell från  1882.
Den nyklassicistiska Mörsils kyrka från 1854 ersatte en tidigare medeltida stenkyrka.
I Mörsil finns också en grundskola, bibliotek, livsmedelsaffär och bensinmack (samt Kretsloppsföreningen med det ekologiska projektet Kretsloppshuset). 
Strax utanför Mörsil ligger Mörsils skans; numera hembygdsparken Römmen.

### Befolkningsutveckling
| Befolkningsutvecklingen i Mörsil 1960–2020 | Befolkningsutvecklingen i Mörsil 1960–2020 | Befolkningsutvecklingen i Mörsil 1960–2020 | Befolkningsutvecklingen i Mörsil 1960–2020 | Befolkningsutvecklingen i Mörsil 1960–2020 |
| ------------------------------------------ | ------------------------------------------ | ------------------------------------------ | ------------------------------------------ | ------------------------------------------ |
|                                            |                                            |                                            |                                            |                                            |
| År                                         |                                            |                                            | Folkmängd                                  | Areal (ha)                                 |
| 1960                                       | 1960                                       |                                            | 718                                        |                                            |
| 1965                                       | 1965                                       |                                            | 909                                        |                                            |
| 1970                                       | 1970                                       |                                            | 859                                        |                                            |
| 1975                                       | 1975                                       |                                            | 853                                        |                                            |
| 1980                                       | 1980                                       |                                            | 864                                        |                                            |
| 1990                                       | 1990                                       |                                            | 799                                        | 119                                        |
| 1995                                       | 1995                                       |                                            | 781                                        | 122                                        |
| 2000                                       | 2000                                       |                                            | 713                                        | 122                                        |
| 2005                                       | 2005                                       |                                            | 674                                        | 123                                        |
| 2010                                       | 2010                                       |                                            | 686                                        | 122                                        |
| 2015                                       | 2015                                       |                                            | 781                                        | 133                                        |
| 2020                                       | 2020                                       |                                            | 851                                        | 133                                        |
|                                            |                                            |                                            |                                            |                                            |

## Kommunikationer
Sedan vintern 2012 trafikeras järnvägsstationen av Norrtåg på sträckan Sundsvall–Storlien. Orten passeras även av E14, och förbinds av busslinjerna 155–157 där Mörsil är ena ändstationen till och från Duved i linje 157.